# Thomas Hagn
Thomas Hagn (* 28. Februar 1995 in Freising) ist ein deutscher Fußballspieler. Der linke Außenverteidiger stand zuletzt bei der SpVgg Unterhaching unter Vertrag und ist ehemaliger deutscher Nachwuchsnationalspieler.

## Karriere

### Vereine
Hagn begann in Allershausen im oberbayerischen Landkreis Freising beim ortsansässigen Turn- und Sportverein mit dem Fußballspielen und setzte es später beim SC Eintracht Freising und in der Jugendabteilung des FC Bayern München fort. In der A-Jugendmannschaft der Bayern kam er unter anderem zu einem Einsatz in der UEFA Youth League. Im Januar 2014 wechselte er zur SpVgg Unterhaching. Dort wurde er in der Rückrunde der Saison 2013/14 vorwiegend in der A-Jugend eingesetzt. Unter Trainer Christian Ziege bestritt er allerdings auch zwei Punktspiele für die Profimannschaft in der 3. Liga. Sein Debüt am 25. April 2014 (36. Spieltag) wurde mit dem 3:0-Sieg gegen den VfL Osnabrück gekrönt. In der Folgesaison in die erste Mannschaft aufgestiegen, bestritt er 27 von 38 Punktspielen und erzielte sein erstes Tor als Profi. Dieses gelang ihm am 20. Dezember 2014 (22. Spieltag) beim 3:2-Sieg im Heimspiel gegen den SSV Jahn Regensburg mit dem Treffer zum 1:2-Anschlusstreffer in der 56. Minute.
Zur Saison 2015/16 verpflichtete ihn der VfB Stuttgart, für deren zweite Mannschaft Hagn 17 von 38 Punktspielen bestritt. Am Saisonende stieg er mit ihr in die Regionalliga Südwest ab. In dieser Spielklasse bestritt er 21 Punktspiele und kehrte zur Saison 2017/18 zur SpVgg Unterhaching in die 3. Liga zurück. Für die Oberbayern absolvierte Hagn 46 weitere Pflichtspiele, in denen er vier Treffer erzielen konnte, wurde aber auch immer wieder durch Verletzungen zurückgeworfen. Anfang Januar 2020 bat der Spieler innerhalb der Winterpause um eine Auflösung seines Vertrages.

### Nationalmannschaft
Sein Debüt im Nationaltrikot gab er in der U20-Nationalmannschaft, die am 3. September 2014 mit 0:1 gegen die Auswahlmannschaft Italiens verlor. Mit ihr nahm er an der vom 30. Mai bis 20. Juni 2015 in Neuseeland ausgetragenen Weltmeisterschaft teil und kam einzig am 1. Juni im ersten Gruppenspiel, beim 8:1-Sieg gegen die Nationalmannschaft Fidschis mit Einwechslung für Kevin Akpoguma ab der 59. Minute, zum Einsatz.